# Hippocrates van Chios
Hippocrates van Chios (Grieks: Ιπποκράτης ο Χίος) was een wiskundige uit het oude Griekenland, die leefde omstreeks 430 v.Chr. Hij werd geboren op Chios, maar was werkzaam in Athene. Hippocrates was de eerste die een systematisch geordend leerboek over de meetkunde schreef, onder de naam Stoicheia (Elementen). Dit was een belangrijke stap, omdat het bevorderde dat wiskundigen overal in de klassieke wereld voortaan konden beschikken over een gemeenschappelijk kader van basisbegrippen, methoden en stellingen, wat de wetenschappelijke vooruitgang van de wiskunde ten goede kwam.
Van Hippocrates' Elementen is alleen een beroemd fragment bewaard gebleven (overgeleverd via Simplicius van Cilicië), waarin de oppervlakte wordt berekend van enkele zogeheten maantjes van Hippocrates. Dit paste binnen een onderzoeksprogramma waarin gepoogd werd de kwadratuur van de cirkel tot stand te brengen, dat wil zeggen de oppervlakte van de cirkel te berekenen, oftewel een vierkant te construeren met dezelfde oppervlakte als een gegeven cirkel. De strategie was kennelijk om de cirkel onder te verdelen in maanvormige parten. Als van elk van die parten afzonderlijk de oppervlakte te berekenen was, zou ook de gevraagde oppervlakte van de cirkel als geheel bekend zijn. Pas heel veel later (F. Lindemann, 1882) is bewezen dat deze aanpak onmogelijk kon slagen omdat de factor pi (π) die voorkomt in de formule voor de oppervlakte van een cirkel (π·r2 als r de straal is) een transcendent getal is.
Het is waarschijnlijk dat Euclides, toen hij honderd jaar na Hippocrates opnieuw een leerboek Elementen samenstelde, veel ontleende aan het werk van Hippocrates.